# تستوسترون (فیلم)
تستوسترون (انگلیسی: Testosterone) فیلمی در ژانر کمدی-درام است که در سال ۲۰۰۳ منتشر شد. از بازیگران آن می‌توان به دیوید ساتکلیف و جنیفر کولیج اشاره کرد.